# Gare de Bègles
La gare de Bègles est une gare ferroviaire française de la ligne de Bordeaux-Saint-Jean à Sète-Ville, située sur le territoire de la commune de Bègles, dans le département de la Gironde en région Nouvelle-Aquitaine.
Elle est mise en service en 1855 par la Compagnie des chemins de fer du Midi et du Canal latéral à la Garonne (Midi). 
C'est une gare voyageurs de la Société nationale des chemins de fer français (SNCF) du réseau TER Nouvelle-Aquitaine, desservie par des trains express régionaux.

## Situation ferroviaire
Établie à 4 mètres d'altitude, la gare de Bègles est située au point kilométrique (PK) 3,018 de la ligne de Bordeaux-Saint-Jean à Sète-Ville, entre les gares de Bordeaux-Saint-Jean et de Villenave-d'Ornon.

## Histoire

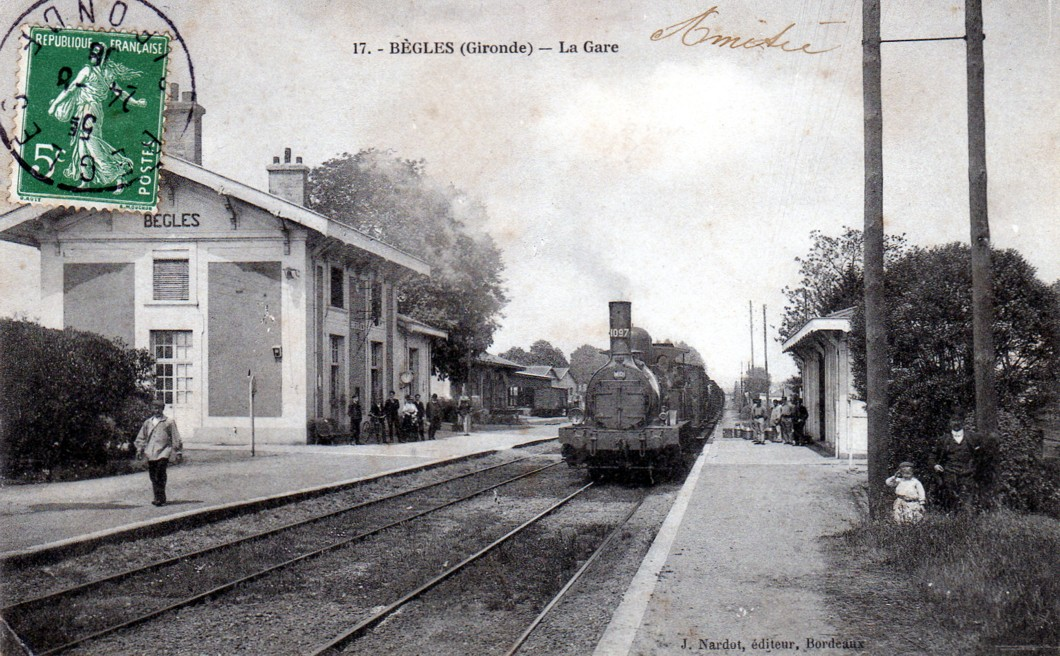
La gare au début du XXe siècle.

La station de Bègles est mise en service le 31 mai 1855 par la Compagnie des chemins de fer du Midi et du Canal latéral à la Garonne (Midi), lorsqu'elle ouvre à l'exploitation la section de Bordeaux à Langon de son chemin de fer de Bordeaux à Sète.
En 2014, c'est une gare voyageurs d'intérêt local (catégorie C : moins de 100 000 voyageurs par an de 2010 à 2011), qui dispose de deux quais, un abri et une traversée de voie à niveau par le public (TVP).

## Fréquentation
De 2015 à 2023, selon les estimations de la SNCF, la fréquentation annuelle de la gare s'élève aux nombres indiqués dans le tableau ci-dessous :
| Année           | 2015   | 2016   | 2017   | 2018   | 2019   | 2020   | 2021   | 2022   | 2023   |
| --------------- | ------ | ------ | ------ | ------ | ------ | ------ | ------ | ------ | ------ |
| Voyageurs seuls | 22 853 | 18 524 | 24 941 | 27 100 | 34 296 | 24 877 | 33 584 | 38 020 | 51 657 |

## Service des voyageurs

### Accueil
Gare SNCF, elle dispose d'un bâtiment voyageurs, avec guichet, ouvert du lundi au vendredi et fermé les samedis, dimanches et jours fériés.
Un passage à niveau planchéié permet la traversée des voies et l'accès aux quais.

### Desserte
Bègles est une gare voyageurs du réseau TER Nouvelle-Aquitaine, desservie par des trains express régionaux de la relation Bordeaux - Langon (ligne 43.2).

### Intermodalité
Un parking pour les véhicules y est aménagé. Elle est desservie par la ligne de tramway C et les bus 15 23 et 35 du réseau TBM.
Depuis le 6 mars 2015 la gare est desservie par la ligne C du tramway de Bordeaux.